# Cornelia Weber-Lehmann
Cornelia Weber-Lehmann, geborene Weber, (* 1953) ist eine deutsche Klassische Archäologin und Etruskologin.

## Leben
Nach dem Studium der Klassischen Archäologie, Kunstgeschichte und Alten Geschichte an den Universitäten Freiburg, Wien, Bochum und Marburg von 1971 bis 1982 und einem DAAD-Stipendium für Rom, Tarquinia und Kampanien (1978) wurde Cornelia Weber-Lehmann 1982 an der Universität Marburg bei Bernard Andreae promoviert mit der Arbeit Studien zur Typologie und Chronologie der archaischen Grabmalerei Tarquinias. Anschließend erhielt sie das Reisestipendium des Deutschen Archäologischen Instituts (1983–84) und war von 1981 bis 1986 als wissenschaftliche Hilfskraft für die Fotothek an der Abteilung Rom des Deutschen Archäologischen Instituts beschäftigt. 1986 wurde Cornelia Weber-Lehmann wissenschaftliche Angestellte am Archäologischen Institut der Universität Freiburg und arbeitete 1987 in der Redaktion des Index der Antiken Kunst und Architektur an der Abteilung Rom des Deutschen Archäologischen Instituts. Von 1988 bis 1994 war sie wissenschaftliche Assistentin am Archäologischen Institut der Universität Freiburg. Im Anschluss daran erhielt sie ein Habilitationsstipendium der Deutschen Forschungsgemeinschaft (DFG) (1995–1998) und war Lehrbeauftragte am Archäologischen Institut der Universität Freiburg.
Von 1998 bis zu ihrem Ruhestand 2019 war Cornelia Weber-Lehmann Kuratorin der Antikensammlung in den Kunstsammlungen der Universität Bochum, seit 2011 Honorarprofessorin an der Universität Bochum.

## Publikationen (Auswahl)
- Bilder der Etrusker. Deutung, Datierung und Dokumentation der Grabmalerei Tarquinias. Mannheim 1988.
- mit Mette Moltesen: Catalogue of the copies of Etruscan tomb paintings in the Ny Carlsberg Glyptotek. Kopenhagen 1991.
- mit Mette Moltesen: Lebendiges Jenseits. Faksimiles und Aquarelle etruskischer Malerei. von Zabern, Mainz 1995.